# Angoville
Angoville (Ausspracheⓘ) ist eine Ortschaft und eine ehemalige französische Gemeinde mit 24 (Stand: 1. Januar 2022) im Département Calvados in der Region Normandie.  Sie gehörte zum Arrondissement Caen und zum Kanton Thury-Harcourt. Die Einwohner werden als Angovillais oder Angovillaises bezeichnet.
Mit Wirkung vom 1. Januar 2019 wurden die ehemaligen Gemeinden Cesny-Bois-Halbout, Acqueville, Angoville, Placy und Tournebu zur Commune nouvelle Cesny-les-Sources zusammengeschlossen und haben in der neuen Gemeinde der Status einer Commune déléguée. Der Verwaltungssitz befindet sich im Ort Cesny-Bois-Halbout.

## Geografie
Angoville liegt etwa 30 Kilometer von Caen entfernt und befindet sich auf halbem Weg zwischen Falaise und Thury-Harcourt. Umgeben wird Angoville von Acqueville im Norden, Tournebu im Nordosten, Martainville im Osten, Saint-Germain-Langot im Südosten, Pierrefitte-en-Cinglais im Süden, Saint-Omer im Südwesten, Donnay im Westen sowie Meslay in nordwestlicher Richtung.

## Bevölkerungsentwicklung
| Jahr                             | 1793 | 1836 | 1876 | 1926 | 1946 | 1968 | 1990 | 2008 | 2016 |
| Einwohner                        | 203  | 140  | 97   | 54   | 44   | 51   | 29   | 32   | 28   |
| Quelle: Cassini, EHESS und INSEE |      |      |      |      |      |      |      |      |      |

## Sehenswürdigkeiten
- Pfarrkirche Sainte-Anne aus dem 12. Jahrhundert, Kulturgut[4]
- Brunnen aus dem 19. Jahrhundert, Kulturgut[5]
- Diverse Gebäude aus dem 18. und 19. Jahrhundert, einige sind als Monument historique eingestuft[6]

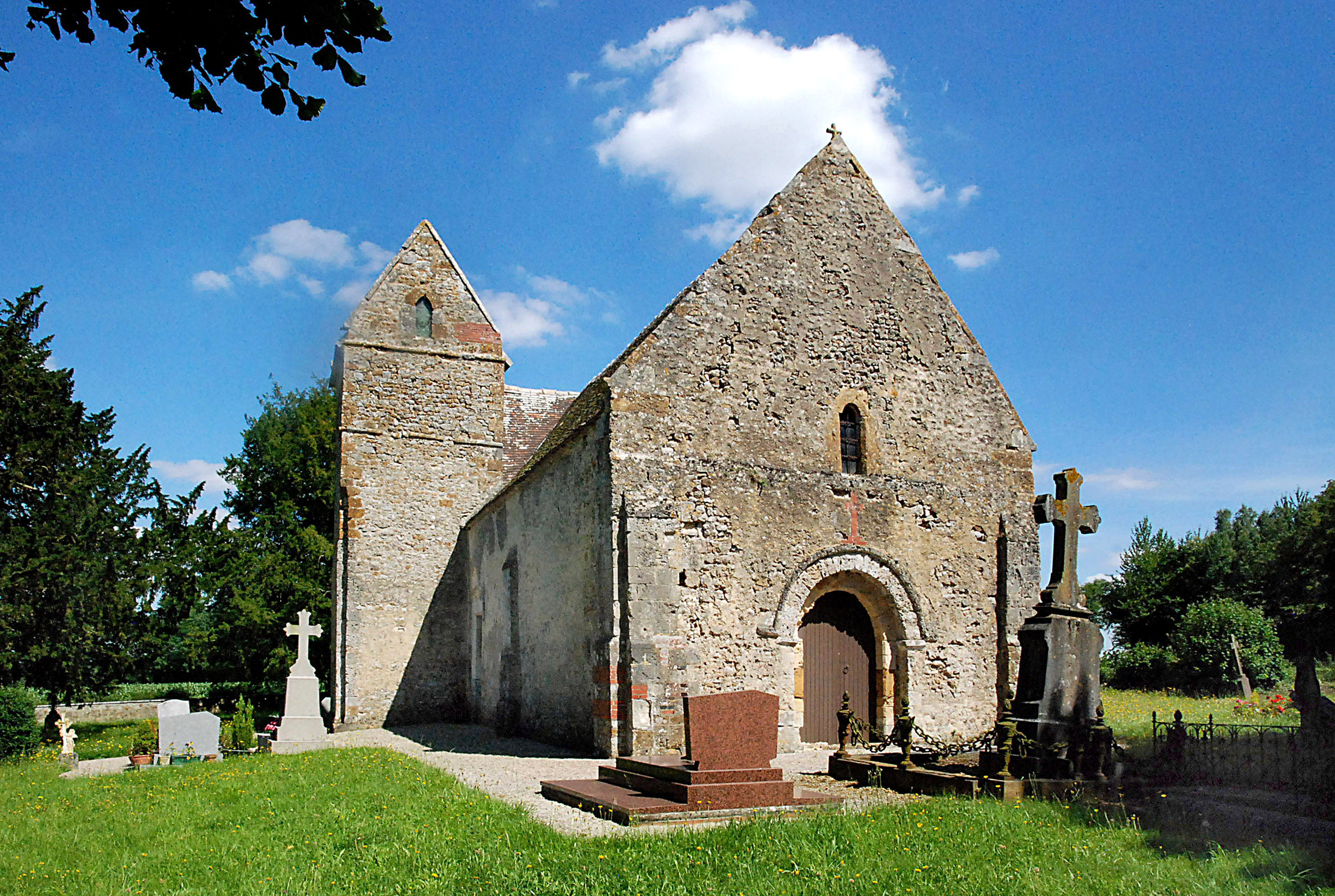
Kirche Sainte-Anne